# Rimpar
Rimpar é um município da Alemanha, situado no distrito de Würzburgo, no estado da Baviera. Tem 36,42 km² de área, e sua população em 2019 foi estimada em 7.653 habitantes.